# تشارلز باريل
تشارلز باريل هو سياسي نيوزيلندي، ولد في 1887 في رانجورا في نيوزيلندا، وتوفي في 1959. نشط حزبياً في حزب العمال النيوزيلندي. وقد انتخب عضو مجلس النواب النيوزيلندي ‏.